# 李模 (天啓進士)
李模（1598年—1679年），字子木，號灌溪、又号密菴，南直隸蘇州府吳縣人，明朝政治人物。

## 生平
來自蘇州長洲莊渠李氏家族，為長房李孟莊支之後，本支先祖曾輾轉遷居漢陽、太倉、嘉定、浙江各地。祖父李志學（字見海，號銳爾）入吳縣庠學，父李吳滋，母徐氏。李吳滋有二子：長子李模；次子李楷（字仲木，號蓉山）為崇禎十五年（1642年）壬午科應天鄉試舉人，順治年間授寧羌州知州，升工部虞衡司員外郎，著有《與稽齋詩文集》二十卷。
李模是天啟四年（1624年）甲子科應天鄉試舉人，五年（1625年）乙丑科進士。授廣東東莞縣知縣，升監察御史，因論劾宦官謫南京國子監典籍。南明時獲弘光帝起為河南道監察御史，見馬士英、阮大鋮亂政，致仕歸里，杜門居鄉三十餘年，康熙十八年（1679年）卒於家，享年八十二歲。夫人劉氏，有一子李炳。李模著有《獵徵薈編》、《遂生日編》、《碧幢全集》三十卷等。